# 辽与渤海国的战争

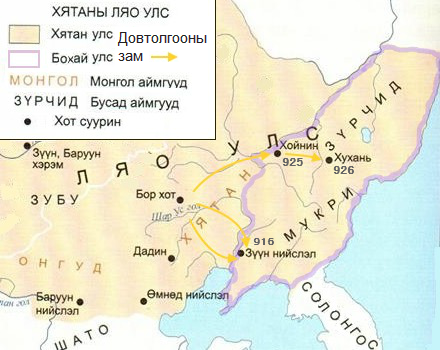
契丹灭亡渤海国

辽与渤海国的战争，是辽朝兴起后不断压缩渤海国土地，最终灭亡渤海大氏的战争。唐朝灭亡后契丹人在中国东北部迅速崛起，而渤海国在迁到上京（今黑龙江省宁安市东京城附近）后，国力也开始下降。从辽西兴起的契丹趁兴起之机，对渤海发动进攻。

## 过程
公元908年契丹于镇东海口修筑长城隔绝渤海，909年辽太祖阿保机“幸辽东”，915年东“钩鱼于鸭绿江”，契丹势力逐渐控制辽东。公元916年以后，辽太祖耶律阿保机建国称帝，建元神册，919年“修辽阳故城，以渤海、汉户实之，改为东平郡”。
925年（天赞四年）闰12月，辽太祖亲率大军向东讨伐渤海国。己酉，在撒葛山射鬼箭后，队伍直扑渤海扶余府的地面。首先攻克了渤海长平县，然后立即向扶余城急进，围攻三天后“白气贯日”，“拔扶余城，诛其守将”。太子倍进言：“今始得地而料民，民必不安。若乘破竹之势，径造忽汗城，克之必矣”。辽太祖听从了这个意见，命迭剌部大王，耶律觌列和寅石底留守夫余城。委派太子倍与大元帅耶律德光为先锋，挥军继续东进，围攻忽汗城。末代渤海国王大諲譔先是投降辽朝，但公元926年3月6日，大諲譔又反叛契丹而宣布独立，占据忽汗城。当天阿保机再次将他击破，攻入忽汗城中，渤海国最终灭亡。

## 后续
同年农历二月初五壬辰日（3月21日），阿保机认为渤海国已经平定，乃用青牛白马祭天地，大赦天下，改元天显。改年二月十九丙午日（4月4日），阿保机将渤海国改名为东丹国，或称东丹王国，意为“东契丹国”，把首都忽汗城改名为天福城，册封皇太子耶律倍为人皇王，让他担任东丹王国的国王。阿保机死后，耶律倍前往辽皇都宫（今内蒙古自治区巴林左旗境内）奔丧。天显三年（928年）十二月，耶律德光升东丹的东平郡为辽南京（今辽宁省辽阳市北），强行自天福城徙东丹人民充实东平郡，天福城遂衰落。天显五年（930年），耶律倍因受耶律德光猜忌，逃奔后唐，东丹国名存实亡。
天显六年（931年），辽按照渤海国的旧例，在南京设立中书台。会同元年（938年），将南京改名为东京。辽世宗天禄元年（947年），辽朝复建东丹国，封耶律安端为明王。应历二年（952年）十二月，耶律安端死，东丹国亡，后被辽兼并。
渤海灭亡后，许多渤海遗民在渤海故地进行了复兴运动，并建立起了定安国、兴辽国和大渤海等国家。但这些国家最终都被契丹所灭。
公元926年，辽与渤海国的战争以辽的胜利结束，渤海国被灭亡以后，黑水靺鞨等众多靺鞨民众被迫向南迁移，他们大多被强制移民到了辽境内的辽东，女真的部落里。也有大量渤海难民逃亡并不同文同种的朝鲜半岛。辽与高丽的关系开始交恶。并成为了辽与高丽的战争的导火索之一。